# هراچوهی جینانیان
هراچوهی جینانیان (ارمنی: Հրաչուհի Ջինանյան؛ زادهٔ ۲۵ نوامبر ۱۹۱۹ - ۱۹ سپتامبر ۲۰۱۲) بازیگر و مجری تلویزیونی اهل ارمنستان بود.

## زندگی‌نامه
وی در ۲۵ نوامبر ۱۹۱۹ در کنستانتینوپل به دنیا آمد و در سال ۱۹۲۵ ارمنستان سکونت گزید. وی در سال ۱۹۴۱ از دانشگاه دولتی ایروان فارغ‌التحصیل گشت. هراچوهی اوتمازیان نوه وی می‌باشد. وی برنده جوایزی همچون مدال موسس خورناتسی (۲۰۰۱)، شهروند افتخاری ایروان (۲۰۰۳) و هنرمند مردمی ارمنستان شوروی (۱۹۷۷) است. وی در ۱۹ سپتامبر ۲۰۱۲ در ۹۲ سن سالگی در ایروان درگذشت.

## نگارخانه

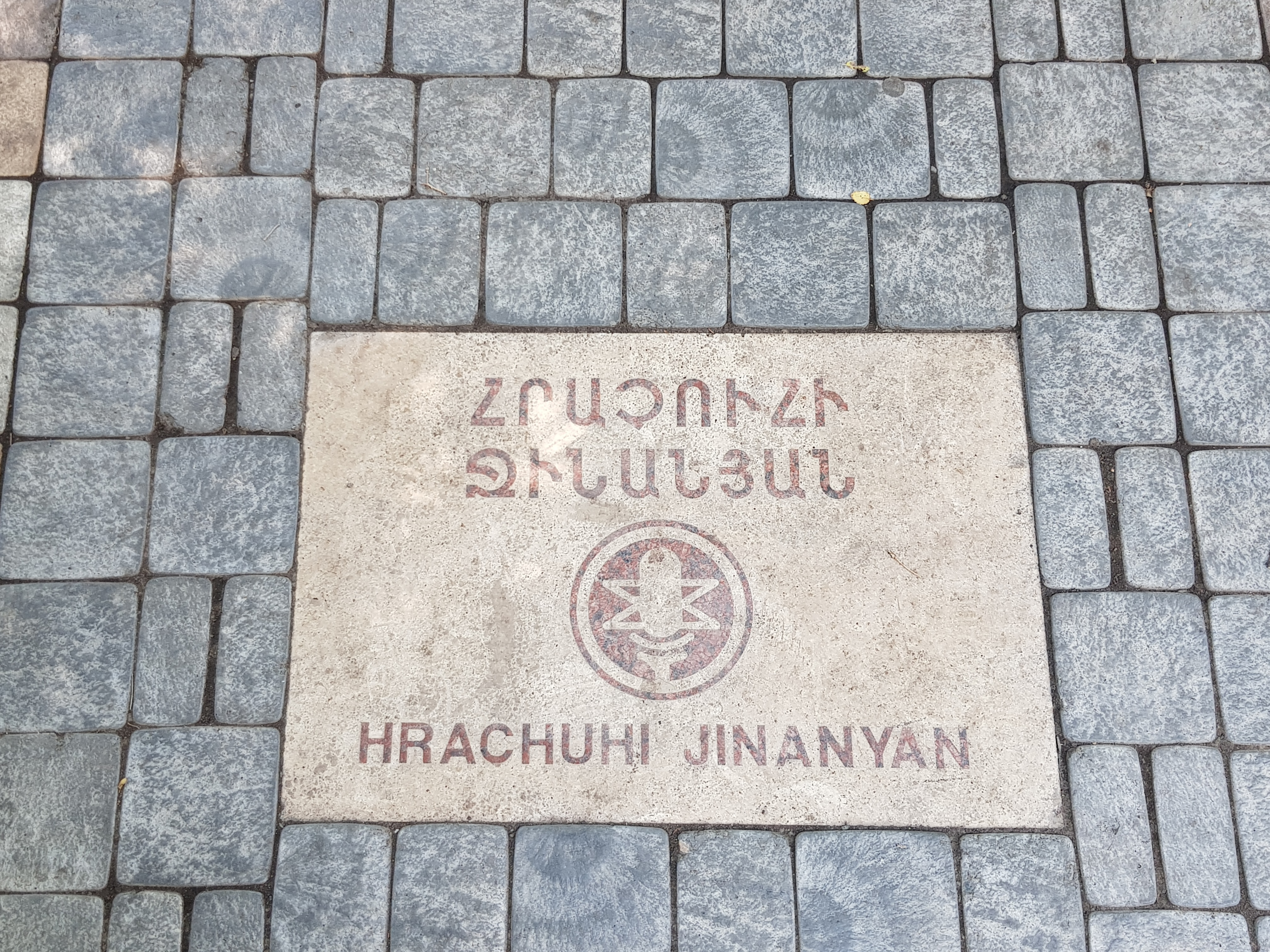